# Linciaggio di Duluth del 1920
Il linciaggio di Duluth è consistito nell'esecuzione sommaria di tre afroamericani (Elias Clayton, Elmer Jackson e Isaac McGhie) a Duluth, in Minnesota negli Stati Uniti d'America.
Il linciaggio avvenne nel pomeriggio del 15 giugno 1920 ad opera di svariate migliaia di persone in seguito allo scalpore mediatico destato da una denuncia di una presunta aggressione con stupro ai danni di due giovani bianchi che sarebbe stata perpetrata da alcuni cittadini afroamericani impiegati in un locale circo. La folla riuscì ad irrompere nella prigione locale, dove erano detenuti alcuni sospettati, e agguantò tre persone che, dopo un processo sommario, furono percosse a morte ed impiccate ad un palo della luce.
L'evento scosse l'opinione pubblica del paese e contribuì all'approvazione della legge statale contro i linciaggi dell'aprile 1921. Le autorità locali non riuscirono ad identificare i leader della folla (la cui esatta consistenza non è mai stata stabilita) anche se il grand jury emise circa 37 imputazioni per rivolta e omicidio di primo grado, che si conclusero con tre condanne per il solo reato di rivolta per una pena massima non superiore ai 15 mesi di reclusione.
Nel 2003 la città di Duluth ha eretto un memoriale che ricorda gli uomini assassinati.

## Antefatti
Nel settembre del 1918 Olli Kinkkonen, un immigrato finlandese, fu linciato a Duluth, presumibilmente perché accusato di aver evitato il servizio militare durante la prima guerra mondiale. Kinkkonen fu trovato morto, ricoperto di catrame e piume, impiccato a un albero di Lester Park. Le autorità non perseguirono accuse di omicidio perché sostennero che si era suicidato per la vergogna, dopo l'umiliazione subita.
Durante e subito dopo la prima guerra mondiale, una vasta popolazione di afroamericani emigrò dal Sud al Nord e nel Midwest in cerca di lavoro. La popolazione prevalentemente bianca di queste zone percepiva i lavoratori migranti neri come una minaccia per il mercato del lavoro.
Questo antagonismo etnico portò allo scoppio di tumulti in tutto il Nord e il Midwest nel 1919; tale periodo di diffusa violenza divenne noto come l'"estate rossa" del 1919. Anche dopo la fine degli scontri le relazioni etniche tra bianchi e neri rimasero tese e instabili.

## Evento
Il 14 giugno 1920 il circo John Robinson arrivò a Duluth per uno spettacolo. Due adolescenti locali, Irene Tusken, 19 anni, di professione dattilografa, e James "Jimmie" Sullivan, 18, di professione scaricatore di porto, si incontrarono al circo e andarono dietro il tendone per guardare i lavoratori neri che smontavano le tende, scaricavano i vagoni di carico e compivano altri lavori. Non si sa che cosa successe tra Tusken e Sullivan e gli operai; tuttavia, più tardi quella notte il ragazzo affermò che lui e Irene Tusken furono aggrediti, e la ragazza violentata e derubata da cinque o sei lavoratori del circo.
La mattina presto del 15 giugno John Murphy, capo della polizia di Duluth, ricevette una chiamata dal padre di James Sullivan che denunciava che sei lavoratori neri del circo avevano tenuto la coppia sotto tiro e poi violentato e derubato Irene Tusken. Nonostante l'assenza di prove fisiche o testimoni supplementari, la polizia fece irruzione nel treno del circo. I lavoratori neri furono svegliati e fatti uscire dalle loro carrozze. John Murphy mise in fila lungo i binari tutti i circa 150 lavoratori, inservienti, addetti ai servizi di ristorazione e agli oggetti e chiese a Sullivan e Tusken di identificare i loro aggressori. La polizia arrestò sei uomini neri - Elias Clayton, Nate Green, Elmer Jackson, Loney Williams, John Thomas e Isaac McGhie - indicati dai due come colpevoli di stupro e rapina.
L'autenticità della rivendicazione di Sullivan fu messa in dubbio. Quando Tusken fu esaminata dal suo medico, il dottor David Graham, la mattina del 15 giugno, questi "non trovò nessuna prova fisica di stupro o aggressione". Dell'affermazione precedente purtroppo non si ha alcuna traccia nella fonte a fine testo [4], infatti poter constatare con certezza la presenza di una netta prova fisica di stupro od aggressione era una cosa parecchio difficile da analizzare, negli anni 20, senza prova del DNA.
Furono stampati articoli di giornale sulla presunta violenza sessuale, mentre in città si diffusero voci secondo cui la ragazza era morta in seguito dell'aggressione. Nel corso della giornata una folla stimata tra mille e diecimila persone si radunò fuori dalla prigione di Duluth e fece irruzione nella struttura per picchiare e impiccare gli accusati. Il capo della polizia ordinò ai suoi uomini di non usare armi e oppose poca o nessuna resistenza alla folla, che invece fece uso di tronchi e binari ferroviari per irrompere nella prigione. I facinorosi sequestrarono Elias Clayton, Elmer Jackson e Isaac McGhie e li giudicarono colpevoli dello stupro di Tusken. I tre uomini supplicarono di aver salva la vita ma furono portati all'incrocio tra la 1st Street e la 2nd Avenue East, dove furono picchiati e impiccati a torso nudo a un lampione. Gli assalitori formarono poi un cerchio intorno al lampione in posa con i tre cadaveri. Di fronte all'obbiettivo, alcuni rimasero impassibili, altri sorrisero e si davano pacche sulle spalle l'un l'altro, allungando il collo e inclinando la testa per assicurarsi di entrare nell'immagine.
Il giorno successivo la Guardia Nazionale del Minnesota arrivò in città per mettere in sicurezza la zona e custodire i prigionieri sopravvissuti, così come altri nove uomini sospettati. Essi furono spostati nella prigione della contea di Saint Louis sotto stretta sorveglianza.

## Conseguenze
Le uccisioni fecero notizia in tutta la nazione. Il Chicago Evening Post scrisse: "Questo è un crimine in uno Stato del Nord, tanto nero e orribile quanto tutti quelli che hanno gettato un'onta sul Sud. Le autorità di Duluth sono colpevoli agli occhi della nazione." Un articolo del Minneapolis Journal accusò il linciaggio di aver messo un "macchia sul nome del Minnesota" affermando: "L'improvvisa fiammata di tensioni etniche, che è il rimprovero che si fa al Sud, può anche verificarsi, come ora impariamo con amarezza e umiliazione, nel Minnesota."
Il 15 giugno 1920 Ely Miner riferì che proprio di fronte alla baia di Superior, nel Wisconsin, il capo ad interim del polizia dichiarò: "Stiamo per cacciare tutti i negri di Superior." Quanti furono poi realmente scacciati è ignoto.
Nel suo sito web completo sui linciaggi della Minnesota State Historical Society sono riportate le conseguenze legali della vicenda:
Mason scontò una pena detentiva nella Stillwater State Prison per soli quattro anni, dal 1921 al 1925, a condizione che avrebbe lasciato lo Stato.
Nessuno fu condannato per l'omicidio di Isaac McGhie, Elmer Jackson e Elias Clayton. I tre sono sepolti nel cimitero di Park Hill a Duluth, vicino al già menzionato Olli Kinkkonen.

## Memoriale
Il 10 ottobre 2003 l'evento fu commemorato per la prima volta: la città di Duluth dedicò alle tre vittime una piazza con tre statue in bronzo alte due metri circa. Le statue sono parte di un monumento eretto di fronte al sito dei linciaggi. Il Clayton Jackson McGhie Memorial fu progettato e scolpito da Carla J. Stetson, in collaborazione con l'editore e scrittore Anthony Peyton-Porter.
All'inaugurazione del monumento, migliaia di cittadini di Duluth e delle comunità circostanti si riunirono per una cerimonia. L'ultimo oratore fu Warren Read, il pronipote di uno dei più importanti capi del linciaggio:
Read ha scritto un libro di memorie in cui tratta le sue esperienze dopo questa scoperta, come pure il suo viaggio per trovare e contattare i discendenti di Elmer Jackson, uno degli uomini linciati quella notte. Il suo libro, The Lyncher in Me, fu pubblicato da Borealis Books nel marzo del 2008.

## Nella cultura di massa
- Il primo verso della canzone di Bob Dylan Desolation Row ricorda i linciaggi a Duluth: «They're selling postcards of the hanging/They're painting the passports brown/The beauty parlor is filled with sailors/The circus is in town» (Stanno vendendo cartoline dell'impiccagione/Stanno dipingendo i passaporti di marrone/Il salone di bellezza è pieno di marinai/Il circo è in città).[8] Dylan è nato a Duluth ed è cresciuto a Hibbing, a 60 miglia a nord ovest di Duluth. Il padre, Abram Zimmerman, all'epoca dei fatti aveva nove anni e viveva a due isolati dal sito dei linciaggi.[9][10]